# Takashi Fukutani
福谷たかし
Takashi Fukutani (福谷たかし), né le 4 février 1952 dans la préfecture d'Okayama et mort le 9 septembre 2000, est un mangaka japonais.

## Biographie
Après une enfance difficile, il se fait connaître en 1979 avec la publication du manga  Le Vagabond de Tokyo - Résidence Dokudami (独身アパートどくだみ荘, Dokudami Tenement) dans le magazine Weekly Manga Times (en) ; il y raconte l'histoire d'un marginal chômeur et obsédé, parfois de façon autobiographique, ayant connu la misère et l'alcoolisme. Il offre ainsi un regard humoristique et sans concession sur la société japonaise contemporaine. L'écriture du manga dure jusqu'en 1994.
Takashi Fukutani meurt en 2000 d'un œdème pulmonaire à l'âge de 48 ans.

## Œuvres
En français
- Le Vagabond de Tokyo - Résidence Dokudami, éd. Le Lézard noir, 2009
- Le Vagabond de Tokyo 2 - Tender is the night, éd. Le Lézard noir, 2010
- Le Vagabond de Tokyo 3 - Tokyo Lullaby, éd. Le Lézard noir, 2012
- Le Vagabond de Tokyo 4 - Le visiteur de la nuit, éd. Le Lézard noir, 2014
- Le Vagabond de Tokyo 5 - Rêve et soupir, éd. Le Lézard noir, 2016
- Le Vagabond de Tokyo 6 - Melancholy city, éd. Le Lézard noir, 2023